# Jean-François Burté
Jean-Baptiste François Burté, né le 21 juin 1740 à Rambervillers et mort le 2 septembre 1792 à Paris est un prêtre français, cordelier. Il meurt victime des massacres de Septembre durant la Révolution française. Avec 190 autres martyrs, il est béatifié le 17 octobre 1926. 

## Biographie
Fils de Jean-Baptiste Burté, régent de la langue latine et de Marie-Anne Collot, il entre chez les Cordeliers de la stricte observance, à Nancy, le 24 mai 1757. Il y prononce ses vœux solennels le 26 mai 1758. Docteur en théologie de l'Université de Nancy, il enseigne les sciences religieuses dans son couvent. Il devient gardien de la maison des Cordeliers de Nancy et, après avoir été élu procureur général de la province de Lorraine, il arrive à Paris en juin 1778, où il trouve l'occasion de lutter contre l'autorité civile qui voulait transférer son couvent. Cette opposition lui vaut des lettres de cachet qui l'éloignent de la capitale. On le retrouve en Lorraine puis au couvent de Sept-Forts[réf. souhaitée] dans le diocèse d'Autun. Il rentre dans son couvent de Paris vers 1787 avec la charge de procureur général de son ordre.
La Révolution le trouve ferme[Quoi ?]. Le 20 avril 1790, il adresse à son supérieur général un exposé navrant de la situation faite aux religieux par le nouveau régime. Il demande alors l'autorisation d'avoir un ministère paroissial. Les événements ne lui laissent pas l'occasion de concrétiser son projet. 
En 1792, il demeure dans son couvent devenu maison de réunion pour les Cordeliers restés fidèles à leurs vœux. Le 1er août 1792, sa maison sert de caserne aux volontaires marseillais. 
Arrêté avec d'autres réfractaires le 11 août, après la déchéance de Louis XVI, il est engagé à prêter séance tenante le serment constitutionnel. L'archevêque d'Arles, Mgr Dulau, refuse au nom de tous les ecclésiastiques présents. Enfermé avec deux cents autres prêtres dans la prison des Carmes, il comparaît deux fois devant les révolutionnaires de la section du Luxembourg avant d'être exécuté sommairement dans la cour de la prison le 2 septembre 1792.
Jean-Baptiste Burté est béatifié par le pape Pie XI le 17 octobre 1926 au même titre que les 190 autres victimes des mêmes massacres de Septembre.